# ناحیه شهری شماره ۳۴ آکدیا
اکادیا شماره ۳۴، البرتا (به انگلیسی: Acadia No. 34, Alberta) یک سکونتگاه مسکونی در کانادا است که در آلبرتا واقع شده‌است.

## خصوصیات
اکادیا شماره ۳۴ ۱٬۰۷۶٫۲۶ کیلومترمربع مساحت و ۴۹۵ نفر جمعیت دارد.